# 1-я горнопехотная дивизия (вермахт)
1-я горнопехотная дивизия (нем. 1. Gebirgs-Division) — тактическое соединение (дивизия) вооружённых сил нацистской Германии (вермахта), созданное 9 апреля 1938 года в Гармиш-Партенкирхене, Бавария. Решением командования сухопутных сил вермахта от 31 марта 1938 года цветок эдельвейса был определён в качестве эмблемы дивизии, в связи с этим её также называли дивизией «Эдельвейс» (нем. Edelweiß-Division). Дивизия являлась элитным ударным соединением вермахта. Горные пехотинцы были обучены передвижению в горах на лыжах, скалолазанию, длительным маршам и выживанию в суровых условиях. Во Второй мировой войне дивизия участвовала на передовой в военных кампаниях против Польши, Франции, Югославии и в войне на уничтожение против Советского Союза. Вместе с тем, многие кампании, в которых сражалась 1-я горнопехотная дивизия, происходили на равнине, где солдат использовали в качестве штурмовой пехоты и у них было мало возможностей проявить свои уникальные навыки. После понесённых потерь во время продвижения на Кавказ дивизию перебросили в конце марта 1943 года на Балканы для пополнения и восстановления. Здесь первоначально она была развёрнута в Черногории и участвовала в операции «Шварц» против партизан Народно-освободительной армии Югославии (НОАЮ). Ввиду ожидаемого державами «оси» вторжения войск западных союзников в Юго-Восточную Европу, дивизию передислоцировали в июле 1943 года в Грецию и Южную Албанию. На спорадические действия местных партизан горные стрелки отвечали систематическим разрушением сёл и убийством их жителей. В 1944 году дивизию снова задействовали для борьбы с югославскими партизанами в Боснии и Хорватии. Затем в марте дивизия совершила поход в Венгрию в рамках операции «Маргарете». С мая по июль 1944 года она вновь использовалась против партизан в Югославии. С приближением войск Красной армии к югославской границе дивизию переместили в августе 1944 года в район Ниша, после чего она принимала участие с сентября 1944 года по март 1945 года в оборонительных сражениях с советскими войсками 3-го Украинского фронта на границе с Болгарией, в Сербии, Южной Венгрии на фронте между Дравой и Дунаем и в районе озера Балатон, а с марта 1945 года — в юго-восточной Австрии. 23 февраля 1945 года соединение было переименовано в 1-ю горнопехотную дивизию народного ополчения (нем. 1. Volks-Gebirgs-Division). В конце войны дивизия сдалась в плен советским войскам в районе города Лицена.
За время войны военнослужащими дивизии совершён ряд военных преступлений в ходе проведения антипартизанских операций в Югославии, Греции и Албании, а также при разоружении итальянских воинских частей после капитуляции Италии в сентябре 1943 года, за которые многие виновные лица так и не были привлечены к ответственности.

## История
15 октября 1935 года из 99-го и 100-го горнопехотных полков была сформирована горнопехотная бригада. 6 октября 1936 года был сформирован и вошёл в её состав 79-й горноартиллерийский полк. 12 октября 1938 года из 1-го батальона 99-го полка и 2-го батальона 100-го полка был сформирован 98-й горнопехотный полк. 9 апреля 1939 года горнопехотная бригада была переформирована в 1-ю горнопехотную дивизию, относившаяся к VII Военному округу.

## Описание: техника и личный состав
В дивизию набирали солдат не моложе 24 лет, с опытом ведения боевых действий выше снеговой линии.
Солдаты дивизии были обучены всем видам боевых действий в горах: скрытно передвигаться, преодолевая все формы горного рельефа, выбирать позицию для наблюдения, для огневых точек, для засады и нападения, для обороны. Экипировка и спецснаряжение соответствовали наилучшим образцам своего времени. Всё вооружение, боекомплект, провиант были приспособлены для вьючной транспортировки.
Все виды стрелкового вооружения были предельно облегчены, при сохранении стандартных калибров. Прицелы оружия были рассчитаны с учётом угла возвышения вплоть до ведения огня вертикально вверх или вертикально вниз.
Офицерский (командный) состав был обеспечен картами местности всего театра военных действий и многие из офицерского состава имели личный опыт, полученный на Северном Кавказе.
Дивизия имела хорошо налаженную радиосвязь. В любую минуту командование обладало информацией о местонахождении, характере боевой обстановки каждого взвода отдельной артиллерийской или миномётной батареи.

### Участие в боевых действиях
- Вторжение в Польшу (захват перевала Дукла в Карпатах) 1939, принятие капитуляции Лемберга (Львова).
- Французская кампания (1940).
- Югославская операция (1941).

Против СССР
- входила в 49-й горный армейский корпус в составе 17-й армии группы армий «Юг» (Львов, Винница, «Уманский котёл», форсирование Днепра у Каховки, Сталино),

- - Миус-фронт (1942).
  - Харьковская операция (1942) С 25 мая 1942 года начались отчаянные попытки попавших в окружение частей Красной армии вырваться из окружения. Командир 1-й горнопехотной дивизии генерал Губерт Ланц (нем. Hubert Lanz) вспоминал о чудовищных атаках большими массами пехоты.
  - Битва за Кавказ 1942—1943, 15 августа 1942 года подразделения дивизии подошли к Клухорскому перевалу, который был взят передовой ротой Хиршфельда (13-я рота 98-го полка). За взятие Марухского перевала командир дивизии генерал Хуберт Ланц получил Рыцарский крест. 21 августа 1942 года на обеих вершинах Эльбруса в 11:20 были водружены германские флаги. В 1943 году, после взятия советскими войсками Нальчика, возникла угроза окружения и дивизия была выведена с Кавказа, 18 февраля 1943 года советские альпинисты сбросили фашистские вымпелы со склона Эльбруса.

На Балканах
- Черногория — май — июнь 1943 года — участие в операции «Шварц» против оперативной группы дивизий НОАЮ
- Греция и Албания — с июля по август 1943 года участие в антипартизанских действиях; в сентябре — октябре — разоружение в Западной Греции и Южной Албании итальянских воинских частей после капитуляции Италии.
- Греция — октябрь — ноябрь 1943 года — операции против партизан и уход в Югославию.
- Югославия — ноябрь 1943 — февраль 1944 года — операции против партизан НОАЮ.
- Венгрия — март — май 1944 года.
- май — июль 1944 года — борьба против партизан в Южной Албании и Македонии; март — июнь — депортация евреев из зоны ответственности 22 горного корпуса.
- Сентябрь 1944 года — март 1945 года — оборонительные бои против советских войск на территории Сербии и Южной Венгрии,
  - Батинская битва, бои под Балатоном (декабрь 1944),
- март — апрель 1945 года — боевые действия в юго-восточной Австрии в составе 2-й танковой армии.

### Военные преступления дивизии
Среди известных военных преступлений дивизии можно отметить следующие:
- 25 июля 1943 года солдаты дивизии атаковали греческую деревню Мусиотицу после того, как обнаружили недалеко от неё склад вооружения. В ходе расстрела в Мусиотице было убито 153 мирных жителей[5].
- 16 августа 1943 года деревня Коммено в греческом регионе Эпир была атакована солдатами дивизии под командованием оберст-лейтенанта Йозефа Зальмингера (командовавшего 98-м горнопехотным полком). Убито 317 мирных жителей (см. Резня в Коммено)[6].
- Части дивизии принимали участие в убийствах нескольких тысяч (от 4500 до 5300) итальянцев из 33-й итальянской пехотной дивизии в сентябре 1943 года, находившихся на греческом острове Кефалония после выхода Италии из войны. Некоторых итальянцев убили, перерезав им горло; других перед смертью заставляли сбрасывать в море трупы своих, уже убитых, товарищей[5] (см. Бойня дивизии Акви).
- После уничтожения Зальмингера греческими партизанами, командир 22-го горного армейского корпуса Губерт Ланц подписал приказ о проведении 1 октября 1943 года широкомасштабных репрессий, «безжалостной акции возмездия». Акция прошла в радиусе 20 км от места убийства Зальмингера, погибло как минимум 200 мирных жителей[5], включая истребление жителей деревни Лингиадес (греч. Ολοκαύτωμα Λιγκιάδων)[7][8].

## Состав дивизии
1939 г. 
- 98-й горнопехотный полк (нем. 98. Gebirgsjäger-Regiment),
- 99-й горнопехотный полк (нем. 99. Gebirgsjäger-Regiment),
- 100-й горнопехотный полк (нем. 100. Gebirgsjäger-Regiment),
- 79-й горный артиллерийский полк (нем. 79. Gebirgs-Artillerie-Regiment),
- 44-й горный противотанковый батальон (нем. 44. Gebirgs-Panzerjäger-Abteilung),
- 54-й горный разведывательный батальон (нем. 54. Gebirgs-Aufklärungs-Abteilung),
- 54-й горный сапёрный батальон (нем. 54. Gebirgs-Pionier-Abteilung),
- 54-й горный батальон связи (нем. 54. Gebirgs-Nachrichten-Abteilung),
- 54-й горный вьючный батальон (нем. 54. Gebirgs-Träger-Bataillon),
- 54-й горный полевой запасной батальон (нем. 54. Gebirgsjäger-Feld-Ersatz-Bataillon).

 1942—1943 г. 
- 98-й горнопехотный полк
- 99-й горнопехотный полк
- 79-й горный артиллерийский полк
- 1-й высокогорный пехотный батальон (нем. Hochgebirgs-Jäger-Bataillon 1)
- 2-й высокогорный пехотный батальон (нем. Hochgebirgs-Jäger-Bataillon 2)
- 44-й горный противотанковый батальон
- 54-й горнопехотный батальон
- 54-й горный разведывательный батальон
- 54-й горный сапёрный батальон
- 54-й горный батальон связи
- 54-й горный полевой запасной батальон
- 54-й горный вьючный батальон военнопленных (нем. Kriegsgefangenen-Gebirgs-Träger-Bataillon 54)

## Командиры
- генерал-майор Людвиг Кюблер (нем. Ludwig Kübler) (1 марта 1939 — 25 октября 1940);
- генерал-майор Хуберт Ланц (нем. Hubert Lanz) (25 октября 1940 — 17 декабря 1942);
- генерал-лейтенант Вальтер Штеттнер Риттер фон Граберхофен (нем. Walter Stettner Ritter von Grabenhofen) (17 декабря 1942 — 18 октября 1944);
- генерал-лейтенант Август Виттман (нем. August Wittmann) (19 октября 1944 — 27 декабря 1944);
- генерал-лейтенант Йозеф Кюблер (нем. Josef Kübler) (27 декабря 1944 — 17 марта 1945);
- генерал-лейтенант Август Виттман (нем. August Wittman) (17 марта 1945 — 8 мая 1945);

## Награждённые Рыцарским крестом Железного креста

### Рыцарский Крест Железного креста (32)
- Людвиг Кюблер, 27.10.1939 — генерал-майор, командир 1-й горнопехотной дивизии
- Михаэль Пёссингер, 19.07.1940 — лейтенант резерва, командир взвода 16-й роты 98-го горнопехотного полка
- Адольф Зайтц, 05.08.1940 — майор, командир 2-го батальона 99-го горнопехотного полка
- Ганс Даумиллер, 29.09.1940 — обер-лейтенант, командир 11-й роты 98-го горнопехотного полка
- Антон Мозандль, 28.11.1940 — лейтенант резерва, командир взвода 6-й роты 99-го горнопехотного полка
- Вильгельм Шпиндлер, 21.12.1940 — лейтенант, командир взвода 13-й роты 98-го горнопехотного полка
- Герман Муглер, 05.07.1941 — обер-лейтенант, командир 5-й роты 54-го горного сапёрного батальона
- Альберт Кайзер, 21.08.1941 — капитан, командир 1-й роты 44-го горного противотанкового батальона
- Рудольф Ланг, 23.08.1941 — оберстлейтенант, командир 44-го горного противотанкового батальона
- Йозеф Зальмингер, 31.08.1941 — капитан, командир 3-го батальона 98-го горнопехотного полка
- Фридрих Хенгстлер, 12.09.1941 — обер-фельдфебель, командир взвода 3-й роты 98-го горнопехотного полка
- Харальд фон Хиршфельд, 15.11.1941 — обер-лейтенант, командир 7-й роты 98-го горнопехотного полка
- Эгберт Пикер, 18.11.1941 — полковник, командир 98-го горнопехотного полка
- Йозеф Хефеле, 18.11.1941 — обер-фельдфебель, командир взвода 11-й роты 99-го горнопехотного полка
- Петер Грюбль, 20.12.1941 — обер-ефрейтор, командир отделения 11-й роты 98-го горнопехотного полка
- Герман Кресс, 20.12.1941 — полковник, командир 99-го горнопехотного полка
- Йозеф Фляйшманн, 31.03.1942 — майор, командир 1-го батальона 99-го горнопехотного полка
- Иоганн Бауэр, 27.06.1942 — обер-егерь, командир отделения 6-й роты 99-го горнопехотного полка
- Франц Дофф, 20.07.1942 — ефрейтор, командир отделения 10-й роты 98-го горнопехотного полка
- Эрих Лавалль, 5.11.1942 — майор резерва, командир 54-го горнопехотного батальона
- Вальтер Копп, 6.11.1942 — капитан, командир 1-го батальона 99-го горнопехотного полка
- Карл Ралль, 30.01.1943 — обер-лейтенант, командир 11-й роты 98-го горнопехотного полка
- Вальтер Штеттнер риттер фон Грабенхофен, 23.04.1943 — полковник, командир 1-й горнопехотной дивизии
- Алоиз Айсль, 9.12.1944 — майор, командир 98-го горнопехотного полка
- Вальтер Хёльц, 26.12.1944 — капитан, командир 3-го батальона 98-го горнопехотного полка
- Генрих Филлингер, 01.02.1945 — лейтенант резерва, командир 6-й роты 99-го горнопехотного полка
- Георг Ауденрит, 10.02.1945 — штабс-ефрейтор, командир отделения 3-й роты 99-го горнопехотного полка
- Зигварт Гёллер, 9.05.1945 — капитан резерва, командир 2-го батальона 98-го горнопехотного полка (награждение не подтверждено)
- Хайнц Грот, 9.05.1945 — майор резерва, дивизионный адъютант 1-й горнопехотной дивизии и командир 99-го горнопехотного полка (награждение не подтверждено)
- Карл Айсгрубер, 1.06.1945 — оберстлейтенант, командир 98-го горнопехотного полка (награждение не подтверждено)
- Хельмут Фёгтле, 1.06.1945 — капитан резерва, командир 2-го батальона 99-го горнопехотного полка (награждение не подтверждено)
- Маттиас Штарль, 1.06.1945 — капитан, командир 1-го батальона 98-го горнопехотного полка (награждение не подтверждено)

### Рыцарский Крест Железного креста с Дубовыми листьями (3)
- Хуберт Ланц (№ 160), 23.12.1942 — генерал-лейтенант, командир 1-й горнопехотной дивизии
- Харальд фон Хиршфельд (№ 164), 23.12.1942 — капитан, командир 2-го батальона 98-го горнопехотного полка
- Вильгельм Шпиндлер (№ 718), 31.01.1945 — майор, командир 99-го горнопехотного полка

## В культуре
Владимир Высоцкий сочинил песню «Баллада об альпийских стрелках» (она же «Военная песня»), которая посвящена борьбе советских солдат с дивизией «Эдельвейс». Песня прозвучала в фильме «Вертикаль» (Одесская киностудия, 1967 год).

### Комментарии
1. ↑  Эмблему с изображением эдельвейса носили на головных уборах все горные пехотинцы германских вооружённых сил, однако только солдаты 1-й горнопехотной дивизии имели эту эмблему на рукавах[1].